# Aphileta
Aphileta is een geslacht van spinnen uit de familie hangmatspinnen (Linyphiidae).

## Soorten
De volgende soorten zijn bij het geslacht ingedeeld:
- Aphileta centrasiatica Eskov, 1995
- Aphileta microtarsa (Emerton, 1882)
- Aphileta misera (O. P.-Cambridge, 1882)